# Halfgesloten spel
Een halfgesloten spel in het schaken is een opening in een schaakpartij waarbij de witspeler kiest voor een damepionopening, en dus met de zet 1.d4 opent, en waarna de zwartspeler niet met 1...d5 antwoordt.
De voornaamste halfgesloten spelen zijn:
| Ben-Oni               | 1.d4 Pf6 2.c4 c5           |
| Catalaans             | 1.d4 Pf6 2.c4 e6 3.g3      |
| Dame-Indisch          | 1.d4 Pf6 2.c4 e6 3.Pf3 b6  |
| Grünfeld-Indisch      | 1.d4 Pf6 2.c4 g6 3.Pc3 d5  |
| Hollandse verdediging | 1.d4 f5                    |
| Koningsindisch        | 1.d4 Pf6 2.c4 g6 3.Pc3 Lg7 |
| Nimzo-Indisch         | 1.d4 Pf6 2.c4 e6 3.Pc3 Lb4 |
| Oud-Indisch           | 1.d4 Pf6 2.c4 d6           |

Binnen de halfgesloten spelen is er een groot aantal gambieten bekend; zie hiervoor gambieten in halfgesloten spelen. Daarnaast zijn er minder vaak gespeelde halfgesloten opstellingen:

| Poolse verdediging          | 1.d4 b5                                      |
| Engelse verdediging         | 1.d4 b6                                      |
| Schmid                      | 1.d4 c5 2.d5 d6 3.Pc3 g6                     |
| Franco-Ben-Oni              | 1.d4 c5 2.d5 e6 3.e4                         |
| Mujannah-opstelling         | 1.d4 c5 2.d5 f5                              |
| Woozle                      | 1.d4 c5 2.d5 Pf6 3.Pc3 Da5                   |
| Havik                       | 1.d4 c5 2.d5 Pf6 4.Pf3 c4                    |
| Moderne verdediging         | 1.d4 d6 2.c4 g6 3.Pc3 Lg7                    |
| Horwitz                     | 1.d4 e6                                      |
| Keres- of Francoverdediging | 1.d4 e6 2.c4 Lb4                             |
| Damefianchetto              | 1.d4 g6                                      |
| Miles- of Lundinverdediging | 1.d4 Pc6                                     |
| Fajarowicz                  | 1.d4 Pf6 2.c4 e5 3.de Pe4                    |
| Steiner                     | 1.d4 Pf6 2.c4 e5 3.de Pe4 4.Dc2              |
| Aljechin                    | 1.d4 Pf6 2.c4 e5 3.de Pg4 4.e4               |
| Abonyi                      | 1.d4 Pf6 2.c4 e5 3.de Pg4 4.e4 Pe5 5.f4 Pec6 |
| Rubinstein                  | 1.d4 Pf6 2.c4 e5 3.de Pg4 4.Lf4              |
| Adler                       | 1.d4 Pf6 2.c4 e5 3.de Pg4 4.Pf3              |
| Dori-verdediging            | 1.d4 Pf6 2.c4 e6 3.Pf3 Pe4                   |
| Kievitz                     | 1.d4 Pf6 2.c4 Pc6                            |
| Paleface                    | 1.d4 Pf6 2.f3                                |
| Gedult-aanval               | 1.d4 Pf6 2.f3 d5 3.g4                        |
| Canard                      | 1.d4 Pf6 2.f4                                |
| Trompovsky                  | 1.d4 Pf6 2.Lg5                               |
| Richter-Verosov             | 1.d4 Pf6 2.Pc3 d5 3.Lg5                      |
| Blumenfeld                  | 1.d4 Pf6 2.Pf3 e6 3.c4 c5 4.d5 b5            |
| Rubinstein                  | 1.d4 Pf6 2.Pf3 e6 4.e3                       |
| Torre-aanval                | 1.d4 Pf6 2.Pf3 e6 3.Lg5                      |
| Wagnergambiet               | 1.d4 Pf6 2.Pf3 e6 3.Lg5 c5 4.e4              |
| Doery                       | 1.d4 Pf6 2.Pf3 Pe4                           |